# Nordlig nattlöpare
Nordlig nattlöpare (Nebria gyllenhali) är en skalbaggsart som beskrevs av Carl Johan Schönherr. I den svenska databasen Dyntaxa används istället namnet Nebria rufescens. Nordlig nattlöpare ingår i släktet Nebria och familjen jordlöpare. Arten är reproducerande i Sverige. Inga underarter finns listade i Catalogue of Life.